# Florentius Cornelis Kist (1796-1863)
Florentius Cornelis Kist (Arnhem, 28 januari 1796 – Utrecht, 23 maart 1863) was een Nederlands arts, componist en musicoloog.
Hij was een telg uit het geslacht Kist en een zoon van predikant Ewald/Ewaldus Kist (Arnhem vanaf 1789 en Dordrecht vanaf 1797; leefde van 1762 tot 1822) en Cornelia Bos, die hem op 7 februari 1796 lieten dopen in de Nederlands Hervormde kerk in Arnhem. Hijzelf trouwde in 1820 met Petronella Cappel, die nog geen jaar later overleed en hertrouwde in 1823 met Anna Elisabeth Sanderson.
Al op jonge leeftijd kreeg zij muzieklessen op piano, dwarsfluit en hoorn. Na zijn verblijf aan de Latijnse School in Dordrecht en zijn promotie tot arts in maart 1818 aan de Universiteit van Leiden met Historia Critica Pelvimensorum vestigde hij zich als arts in Den Haag. Hij richtte er de zangvereniging Diligentia (1821) op en ook Concert in Diligentia. In 1825 stopte hij zijn praktijk en wendde zich geheel tot de muziek. Zo werd vanuit zijn zomerverblijf Ons Genoegen in Delft een zangvereniging opgericht en ook de afdeling van de Maatschappij tot Bevordering der Toonkunst (MtBdT). In Den Haag volgde nog Cecilia. In 1840 vertrok hij naar Utrecht en werd er vice-dekaan aan Collegium Ultrajectinum (stadsconcerten). Hij werd daar schrijver voor het Nederlandsch Muzijkaal Tijdschrift en was een van de oprichters van het blad Caecilia met een eerste uitgave op 5 augustus 1844. Hij zou er achttien jaar bij betrokken zijn (redigeren en schrijven van artikelen). In Utrecht volgde nog de oprichting van liedertafel Aurora in 1845 en Duce Apolline in 1849. Hij was er tevens van 1850 tot aan zijn door voorzitter van de afdeling Utrecht van de MtBdT. Voorts was hij lid van Historisch Genootschap Utrecht, Maatschappij der Letterkunde Leiden.
Van zijn hand verschenen voorts de volgende publicaties:
- 1840: uitgeverij L.E. Bosch, Utrecht: De toestand van het protestants kerkgezang in Nederland, benevens middelen tot deszelfs verbetering
- 1841: uitgeverij A.D. Schinkel, Den Haag: Levensgeschiedenis van Orlando di Lassus
- 1851: uitgeverij Dannenfessel & Doornman, Utrecht: Grondtrekken der muziekgeschiedenis door Brendel; een uit het Duits vertaald werk.

Hij schreef ook een aantal muziekwerken, die de tand des tijds niet hebben doorstaan. Het gaat daarbij om een- een meerstemmige liederen, variaties voor fluit en een cantate: 
- Nederland op tekst van E.W. van Dam van Isselt
- Vaderlandsche zangen op tekst van E.W. van Dam van Isselt
- Twaalf vaderlandsche zangen op tekst van Spandaw
- Vierstemmige koralen voor sopraan- en altstemmen
- Een- en tweestemmige koralen ten gebruike der zangscholen

Hij werd begraven op begraafplaats Jaffa in Delft, alwaar in 1930 het 100-jarig bestaan van Delftse Cecilia werd herdacht. Op zijn graf prijkte sinds juni 1863 een zerk uit arduin, wit marmer en brons met de tekst: "Hulde der vriendschap aan dr. Florentius Cornelis Kist, geboren te Arnhem, den 28sten januarij 1796, overleden te Utrecht, den 23sten maart 1863, begezet te Delft, den 27sten maart 1863".
- Biografisch Portaal: 87106323
- Digitale Bibliotheek voor de Nederlandse Letteren: kist004
- Gemeinsame Normdatei: 142519804
- International Standard Name Identifier: 0000 0000 8979 3959
- Nederlandse Thesaurus van Auteursnamen: 071913955
- Virtual International Authority File: 130955878
- WorldCat: E39PBJrGwYrCRfyWFd6k8YDTHC